# Branko Zebec
Branislav „Branko“ Zebec (17. května 1929 Záhřeb – 26. září 1988 Záhřeb) byl jugoslávský fotbalista a trenér chorvatského původu. Kromě brankáře, pravého krajního obránce a pravého křídla vystřídal všechny pozice, na začátku kariéry začínal jako útočník a kariéru ukončil jako obránce. Nejdéle si zahrál za Partizan Bělehrad (konkrétně 8 let), ale 2 roky působil také v konkurenčním CZ Bělehrad. Za Jugoslávii odehrál 65 zápasů a vstřelil 17 gólů. Získal stříbro na OH 1952, kde byl i nejlepším střelcem a stříbro získal také na Euru 1960. Poté se stal trenérem, vedl několik německých a chorvatských klubů (i slavný Bayern Mnichov, se kterým získal 1. bundesligový titul historie Bayernu). Ve svém trenérském oboru uplatňoval své znalosti z matematiky a fyziky, jež vystudoval na Bělehradské univerzitě (byla mu dokonce nabízena i kariéra vědce, ale on si vybral trenérskou kariéru). Také byl skvělým hráčem šachů a strategie z této deskové hry občas uplatňoval i ve fotbalových strategiích. Zemřel 26. září 1988 ve věku 59 let po nemoci způsobené alkoholem v chorvatském hlavním městě Záhřebu.

## Klubová kariéra
Svou kariéru otevřel v roce 1943 v HŠK Građanski Zagreb. V roce 1946 přestoupil do Poštaru Záhřeb, kde vydržel rok a poté zamířil opět pouze v rámci hlavního města do Lokomotivy Záhřeb. Zde vydržel opět jen rok a přestoupil do Milicioneru Záhřeb a odtud po dalším jednoročním angažmá zamířil do NK Borac Záhřeb. Tam byl až do roku 1951 a poté putoval do Partizanu Bělehrad, kde zůstal po dobu dalších 8 let. V první sezóně za Partizan získal jugoslávský pohár a ve finále se dokonce 2x prosadil a Partizan porazil CZ Bělehrad 6:0. V následující sezóně dosáhl s Partizanem v lize 3. místa. V další sezóně se s Partizanem posunul ještě o jednu příčku výše, podruhé v kariéře získal jugoslávský pohár, když Partizan porazil CZ Bělehrad 4:1 (v tomto zápase Zebeč neskóroval) a ještě dosáhl svého maxima v počtu vstřelených gólů v jednom zápase, jelikož vstřelil v zápase s Rabotnički Skopje 4 branky a Partizan vyhrál 8:0. V sezóně 1954/55 nedosáhl s Partizanem na nějaký výraznější úspěch. V sezóně 1955/56 dosáhl s Partizanem na 2. místo v lize a také debutoval s Partizanem v nové soutěži Poháru mistrů evropských zemí, kde dokráčeli až do čtvrtfinále, kde jejich pouť ukončil pozdější vítěz Real Madrid. V sezóně 1956/57 si došel pro své 3. vítězství v jugoslávském poháru, když Partizan porazil ve finále 5:3 FK Radnički Bělehrad a Zebeč se 1x prosadil. V sezóně 1957/58 se mu s jeho klubem podařilo získat 2. místo v jugoslávské lize. V jeho poslední sezóně v dresu Partizanu se mu povedlo dokráčet do finále poháru, avšak ve finále ztroskotali na týmu, který s Partizanem ve finále 2x prohrál a to Crvene Zvezdě, která je tentokrát porazila po výsledku 3:1. V lize se mu tu samou sezónu povedlo pouze obhájit 2. místo. Celkově za Partizan odehrál 131 zápasů a vstřelil 39 gólů a získal s ním 3x jugoslávský pohár, ale nikdy se mu nepovedlo vyhrát s Partizanem jugoslávskou ligu. Byl také vybrán do nejlepší sestavy historie Partizanu Bělehrad. V roce 1959 přestoupil do CZ Bělehrad a hned v první sezóně napravil to co se mu nepovedlo s Partizanem, a to vyhrát jugoslávskou ligu. V následující sezóně získal ještě 2. místo v lize a poté se rozloučil s jugoslávským fotbalem a zamířil do Německa, kde dohrál kariéru v Alemannia Aachen. V CZ Bělehrad odehrál 29 zápasů a vstřelil 6 gólů. S Alemannií ve své první sezóně 1961/62 získal 11. místo v Oberlize. Následující sezónu s nimi dosáhl 5. místa. Ve své poslední sezóně hráčské kariéry dosáhl s Alemannií 1. místa v Regionallize a dotáhl jí tak do Bundesligy, tu si však nezahrál jelikož se s hráčskou kariérou rozloučil. Za Alemannii odehrál 71 zápasů a vstřelil 4 góly.

## Reprezentační kariéra
Debutoval 24. června 1951 proti Švýcarsku v přáteláku a hned vstřelil 2 góly. Jeho první mezinárodní akcí byly OH 1952 a dosáhl stříbrné medaile. Na tomto turnaji se stal také nejlepším střelcem se sedmi brankami. Trefil se hned v prvním zápase proti Indii a to dokonce 4x. Jugoslávie nakonec Indii porazila 10:1. V dalším zápase proti Sovětskému svazu se trefil 2x, ale zápas skončil remízovým stavem 5:5, a proto se zápas opakoval. V něm už jeho tým porazil SSSR 3:1 a Jugoslávie tím pádem postoupila. Ve čtvrtfinále proti Dánsku se prosadil jednou a Jugoslávie po výhře 5:3 postoupila do semifinále. V semifinále se Zebeč neprosadil, ale i přesto Jugoslávie postoupila po výhře 3:1 nad Západním Německem do finále. Tam už se cesta Jugoslávie ke zlatým medailím zastavila, jelikož je ve finále porazilo Maďarsko a po prohře 0:2 se musel Zebeč společně s Jugoslávci spokojit pouze se stříbrnými medailemi. O dva roky později dosáhl také první účasti na mistrovství světa ve fotbale. Na MS 1954 odehrál všechny 3 zápasy. V tom prvním Jugoslávie porazila gólem Milutinoviće Francii 1:0. V druhém zápase hráli Jugoslávci o postup s Brazílií, a v tomto zápase už se Zebeč gólově prosadil a v 48. minutě poslal Jugoslávii do vedení, avšak v 69. minutě srovnal Didi a utkání skončilo nerozhodným výsledkem 1:1, což stačilo oběma týmům k postupu. O umístění nakonec rozhodl los, který přisoudil Brazílii první místo a Jugoslávii 2. místo. Ve čtvrtfinále se Jugoslávci utkali s Němci, zde jejich cesta turnajem skončila, jelikož po vlastním gólu Ivici Horvata a gólu Helmuta Rahna Němci vyhráli 2:0. Na následujícím MS vedl Jugoslávii jako kapitán a svůj tým už tentokrát řídil z obrany. V prvním zápase Jugoslávie remizovala se Skoty 1:1. V následujícím zápase Jugoslávie porazila Francii 3:2, což byl klíč k postupu. V následujícím zápase už k pojištění postupu stačila remíza s Paraguayí 3:3. První místo ovšem brala Francie kvůli lepšímu gólovému průměru. Ve čtvrtfinále se Jugoslávci utkali stejně jako před čtyřmi lety se Západními Němci. Opět se jejich katem stal Helmut Rahn, který zápas rozhodl už ve 12. minutě. Z turnaje tak odjel Zebeč se svými spoluhráči bez medaile. O dva roky později se ještě účastnil Eura 1960, kde dosáhl stříbrné medaile, ale na turnaji si zahrál pouze v semifinále proti Francii, během finále seděl pouze na lavičce náhradníků. Svůj poslední zápas odehrál 4. června 1961 během kvalifikace na MS 1962 proti Polsku a rozloučil se vítězstvím 2:1. Celkově odehrál za jugoslávskou fotbalovou reprezentaci 65 zápasů a vstřelil 17 gólů a získal s ní stříbrnou medaili na OH 1952 a 2. místo na Euru 1960.

## Trenérská kariéra
Jako trenér používal speciální taktiky spojené s vysokou disciplinovaností a také při výrobě taktik používal znalosti ze svých vystudovaných oborů na Bělehradské univerzitě, a to matematiky a fyziky a také hrál rád šachy a výtažky z této hry se také občas objevily v jeho taktikách. Svou trenérskou kariéru započal roku 1966 ve svém rodném městě Záhřebu, když převzal Dinamo Záhřeb. V roce 1967 se k němu přidal jeho bývalý spoluhráč z reprezentace Ivica Horvat a spolu dosáhli největšího a jediného evropského úspěchu Dinama Záhřeb a to zisku Veletržního poháru, když ve finále porazili po výsledcích 2:0 a 0:0 Leeds United. V lize dosáhlo trenérské duo Zebeč-Horvat 2. místa v jugoslávské lize. Po sezóně opustil Zebeč svého parťáka a zamířil do Německa. Roku 1968 začal trénovat nejslavnější německý tým Bayern Mnichov a hned první sezónu dosáhl zřejmě největšího úspěchu ve své trenérské kariéře, když s Bayernem získal double, jelikož vyhrál jak Bundesligu tak i DFB Pokal, když ve finále porazil Bayern Schalke 04 výsledkem 2:1. Bundesligový titul v sezóně 1968/69 byl vůbec prvním v historii Bayernu Mnichov a nastartoval tak zlatou éru bavorského klubu, ve které figurovali jako klíčoví hráči například Franz Beckenbauer nebo Gerd Müller a vytvořila generaci, která pomohla Západnímu Německu k titulu mistrů světa z roku 1974. Ve druhé sezóně dosáhl s Bayernem 2. místa v Bundeslize, v DFB Pokal s Bayernem vypadl ve čtvrtfinále po prohře 1:2 s 1. FC Norimberk a v Poháru mistrů evropských zemí vypadl již v prvním kole po výsledcích 2:0 a 0:3 s francouzským klubem AS Saint-Étienne. Po této sezóně Bayern opustil a bavorský velkoklub převzal německý trenér Udo Lattek, který je spojován nejčastěji se vznikem zlaté generace Bayernu, i přesto že se na tom zčásti podílel i Zebeč. Další sezónu (1970/71) převzal další německý klub VFB Stuttgart a s nimi dosáhl v Bundeslize 12. místa a v DFB Pokal vypadl se Stuttgartem již v prvním kole s Holsteinem Kiel po výsledku 1:2. Následující sezónu zlepšil umístění Stuttgartu v Bundeslize ještě o čtyři místa na celkové 8. místo v Bundeslize a v DFB Pokal došel se Stuttgartem do osmifinále, kde Stuttgart vypadl po výsledcích 4:3 a 1:3 s 1. FC Kaiserslautern. Po této sezóně ve Stuttgartu skončil. Na sezónu 1972/73 se stal trenérem jugoslávského celku Hajduku Split a dosáhl 9. místa v jugoslávské lize, ale získal jugoslávský pohár, avšak titulu už se nedočkal, jelikož v létě skončil a titul v jugoslávském poháru už Hajduk oslavil s novým trenérem Tomislavem Ivićem. Zebeč si dal na sezónu 1973/74 pauzu a byl bez práce. V sezóně 1974/75 se navrátil do Německa, protože převzal nováčka Bundesligy Eintracht Braunschweig a dosáhl s nimi v první sezóně po návratu do Bundesligy solidního 9. místa v Bundeslize a v DFB Pokal došel do 3. kola, kde Braunschweig přemohla Viktoria Köln výsledkem 1:2. V sezóně 1975/76 zlepšil pozici Braunschweigu ještě o 4. místa na celkové 5. místo v lize a také došel do osmifinále DFB Pokal, kde Braunschweig padl po výsledku 0:2 s 1. FC Kaiserslautern. V sezóně 1976/77 stoupl s Braunschweigem ještě o 2. místa výše, což znamenalo 3. místo v Bundeslize (je to druhé nejlepší umístění Braunschweigu v historii Bundesligy), ale v DFB Pokal vypadl Braunschweig již ve 2. kole po výsledku 1:2 s klubem Röchling Völklingen. V sezóně 1977/78, což byla jeho poslední sezóna na lavičce Braunschweigu, zaznamenal s Braunschweigem strmý pád v tabulce o deset míst na konečné 13. místo v Bundeslize a došel do osmifinále v DFB Pokal. Angažmá v Braunschweigu bylo jeho nejdelším v trenérské kariéře. Následující sezónu převzal Hamburger SV a dosáhl s nimi prvního titulu v Bundeslize od sezóny 1959/60, ale v DFB Pokal vypadl už v 1. kole po prohře 1:2 s Arminií Bielefeld. V sezóně 1979/80 skončil příčku pod titulem v Bundeslize, v DFB Pokal došel do 3. kola, kde vypadl Hamburger SV s Kickers Offenbach po prohře 0:2 a v PMEZ došel s Hamburgem až do finále, kde Hamburg prohrál 0:1 s Nottinghamem Forest. V půlce sezóny 1980/81 odešel z Hamburku. V létě roku 1981 převzal Borussii Dortmund a dotáhl ji na 6. místo v Bundeslize a došel s ní do 3. kola DFB Pokal, kde Borussia padla 0:4 s Bayernem Mnichov. Na podzim 1982 se stal trenérem Eintrachtu Frankfurt a dotáhl ho na 10. místo v Bundeslize, ale vypadl s ním již v prvním kole v DFB Pokal, když Frankfurt padl 0:2 s Waldhofem Mannheim. S Frankfurtem otevřel ještě sezónu 1983/84, ale v říjnu roku 1983 (jen 2 měsíce po startu ligy) opustil trenérský post v Eintrachtu, a také tím ukončil své působení v Německu. V roce 1984 se ještě vrátil do Jugoslávie, aby dotrénoval sezónu 1983/84 s Dinamem Záhřeb, kde začínal svou trenérskou kariéru, a dosáhl s nimi 12. místa v jugoslávské lize. Působení v Dinamu Záhřeb bylo jeho posledním trenérským angažmá.